# Jimmy Trotter
Pour les articles homonymes, voir Trotter.
James William Trotter  dit Jimmy Trotter, né le 25 novembre 1899 à Easington et mort le 17 avril 1984, était un joueur et entraîneur de football anglais.

## Biographie
Trotter commence sa carrière à Bury à partir d'où il va ensuite rejoindre Sheffield Wednesday en 1923. Il inscrit en tout 108 buts au club (dont un quintuplé contre Portsmouth) en 150 matchs avant de rejoindre Torquay United en 1930. Il marque 26 buts lors de sa première saison à Plainmoor avant de perdre sa place de titulaire à cause d'une blessure au genou. Il rejoint Watford en 1932–1933 puis prend sa retraite quelques matchs après. 
Trotter finit par rejoindre ensuite Charlton en tant qu'entraîneur en 1956, juste après Jimmy Seed qui entraînait le club depuis 23 ans, mais il n'arrive pas à empêcher la relégation du club en 1957.

## Palmarès
Sheffield Wednesday FC
- Champion du Championnat d'Angleterre de football (2) :
  - 1929 & 1930.
- Meilleur buteur du Championnat d'Angleterre de football (1) :
  - 1927: 37 buts.
- Champion du Championnat d'Angleterre de football de deuxième division (1) :
  - 1926.
- Meilleur buteur du Championnat d'Angleterre de football de deuxième division (1) :
  - 1926: ? buts.